# 瑞穗實業銀行
瑞穗實業銀行（株式会社みずほコーポレート銀行），簡稱MHCB，是日本一家企業及投資銀行，隸屬瑞穗金融集團，於2002年4月透過轉移第一勸業銀行與富士銀行的企業和投資銀行部門到日本興業銀行組成，總部位於東京都千代田區大手町。

2013年7月1日，瑞穗實業銀行吸收合併瑞穗銀行，並更名為瑞穗銀行。

## 股東
- 瑞穗金融集團(100%)

## 請參閱
- 瑞穗金融集團
- 瑞穗銀行
- 日本興業銀行